# Переволоки (Брестская область)
Переволоки (бел. Пярэвалакі) — деревня в Ганцевичском районе Брестской области Белоруссии. Входит в состав Чудинского сельсовета.

## География
Деревня находится в северо-восточной части Брестской области, к северу от реки Лани, при автодороге Н-1, на расстоянии приблизительно 35 километров (по прямой) к востоку от города Ганцевичи, административного центра района. Абсолютная высота — 150 метров над уровнем моря. Площадь населённого пункта — 0,5767 км².

## История
По состоянию на 1909 год, в Переволоках проживало 19 человек. В административном отношении деревня входила в состав Вызнянской волости Слуцкого уезда Минской губернии.
Согласно Рижскому мирному договору (1921), деревня вошла в состав межвоенной Польши. Входила в состав гмины Чучевичи Лунинецкого повета Полесского воеводства Польши. В 1921 году числилось 124 жителя, проживавших в 19 домах. В этническом составе населения того периода белорусы составляли 100 %. В конфессиональном составе населения преобладали православные христиане (99 %).
С 1939 года в БССР, с 1940 года деревня в составе Чудинского сельсовета.

## Население
По данным переписи 2019 года, в деревне проживало 44 человека.
| Год  | Население, человек |
| ---- | ------------------ |
| 1909 | 19                 |
| 1921 | ↗ 124              |
| 2009 | ↘ 58               |
| 2019 | ↘ 44               |